# مایکل جکسون (بازیکن فوتبال، زاده ۱۹۶۳)
مایکل جکسون (انگلیسی: Michael Jackson؛ زادهٔ ۱۹ نوامبر ۱۹۶۳) بازیکن فوتبال اهل برزیل است.

وی همچنین در تیم ملی فوتبال زنان برزیل بازی کرده‌است.